# Olympische Sommerspiele 1952/Kanu – Einer-Canadier 10.000 m (Männer)
Der Wettkampf im Einer-Canadier über 10.000 Meter bei den Olympischen Sommerspielen 1952 wurde am 27. Juli auf der Regattastrecke des Soutustadion ausgetragen.
Da es insgesamt nur 10 Teilnehmer gab, bestand der Wettkampf über 10.000 Meter nur aus dem Finale. Der Titel ging an Frank Havens aus den Vereinigten Staaten, der vier Jahre zuvor noch vom Tschechoslowaken František Čapek geschlagen worden war.
Besonders an diesem Titel war die Tatsache, dass Havens Vater 28 Jahre zuvor, bei den Olympischen Sommerspielen 1924 als Gold-Favorit nicht an den Spielen teilnahm, weil er die Geburt seines Sohnes, eben Frank Havens nicht verpassen wollte.

## Ergebnisse
| Rang | Athlet          | Nation             | Zeit        |
| ---- | --------------- | ------------------ | ----------- |
| 1    | Frank Havens    | Vereinigte Staaten | 57:41,1 min |
| 2    | Gábor Novák     | Ungarn             | 57:49,9 min |
| 3    | Alfréd Jindra   | Tschechoslowakei   | 57:53,1 min |
| 4    | Bengt Backlund  | Schweden           | 59:08,2 min |
| 5    | Norman Lane     | Kanada             | 59:26,4 min |
| 6    | Jarl Fagerström | Finnland           | 59:45,9 min |
| 7    | Franz Johannsen | BR Deutschland     | 1:00:26,5 h |
| 8    | Robert Boutigny | Frankreich         | 1:01:15,2 h |
| 9    | Gerald Marchand | Großbritannien     | 1:02:21,7 h |
| 10   | Pawel Charin    | Sowjetunion        | 1:03:03,2 h |

## Weblink
- Ergebnisse